# 利维利耶
利维利耶（法語：Livilliers，法語發音：[livilje] ⓘ）是法国法兰西岛大区瓦兹河谷省的一个市镇，属于蓬图瓦兹区。

## 地理
利维利耶（49°5'44"N, 2°5'41"E）面积6.53 平方千米，位于法国法蘭西島大區瓦兹河谷省，该省份为法国北部内陆省份，北起瓦兹省，西接厄尔省，南至塞纳-圣但尼省、上塞纳省和伊夫林省，东临塞纳-马恩省。
与利维利耶接壤的市镇（或旧市镇、城区）包括：瓦朗古雅尔、奥尼、埃讷里、埃皮艾-吕、热尼库尔、韦克桑地区埃鲁维尔。
利维利耶的时区为UTC+01:00、UTC+02:00（夏令时）。

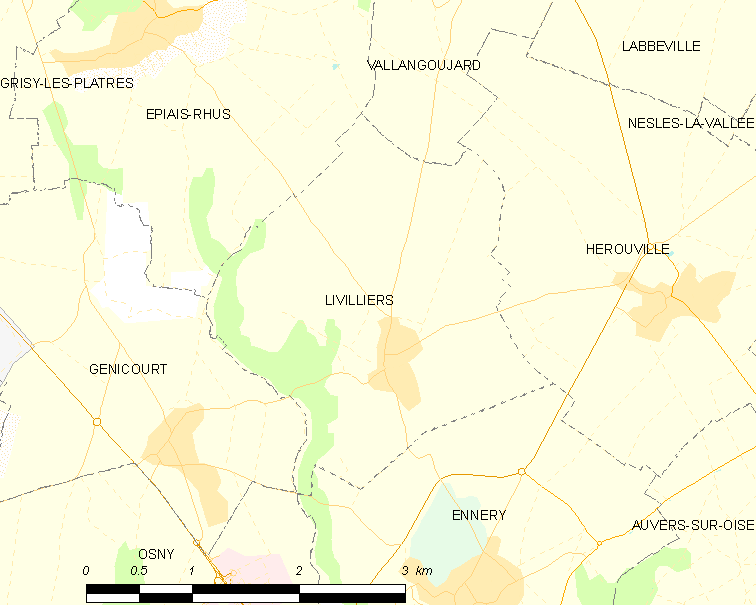
利维利耶的OSM定位图

## 行政
利维利耶的邮政编码为95300，INSEE市镇编码为95341。

## 政治
利维利耶所属的省级选区为蓬图瓦兹县。

## 人口

1962-2008年间利维利耶人口变化图示

利维利耶于2022年1月1日时的人口数量为386人。